# Lista de canções gravadas por The Who
A tabela a seguir lista as canções gravadas pela banda britânica The Who entre 1964 e 2006.
| Título                                      | Compositor                                                  | Vocal principal                           | Álbum                      | Ano  |
| ------------------------------------------- | ----------------------------------------------------------- | ----------------------------------------- | -------------------------- | ---- |
| 1921 (listado como "1951" na trilha sonora) | Pete Townshend                                              | Townshend                                 | Tommy                      | 1969 |
| 5:15                                        | Pete Townshend                                              | Roger Daltrey, Townshend                  | Quadrophenia               | 1973 |
| 905                                         | John Entwistle                                              | Entwistle                                 | Who Are You                | 1978 |
| A Legal Matter                              | Townshend                                                   | Townshend                                 | My Generation              | 1965 |
| A Man in a Purple Dress                     | Townshend                                                   | Daltrey                                   | Endless Wire               | 2006 |
| A Man Is a Man                              | Townshend                                                   | Daltrey                                   | It's Hard                  | 1982 |
| A Quick One, While He's Away                | Townshend                                                   | Daltrey, Entwistle, Townshend             | A Quick One                | 1966 |
| The Acid Queen                              | Townshend                                                   | Townshend                                 | Tommy                      | 1969 |
| Amazing Journey                             | Townshend                                                   | Daltrey                                   | Tommy                      | 1969 |
| Another Tricky Day                          | Townshend                                                   | Daltrey                                   | Face Dances                | 1981 |
| Anyway, Anyhow, Anywhere                    | Daltrey, Townshend                                          | Daltrey                                   | Single                     | 1965 |
| Armenia City in the Sky                     | Speedy Keen                                                 | Daltrey, Keen                             | The Who Sell Out           | 1967 |
| Athena                                      | Townshend                                                   | Daltrey, Townshend                        | It's Hard                  | 1982 |
| Baba O'Riley                                | Townshend                                                   | Daltrey, Townshend                        | Who's Next                 | 1971 |
| Baby Don't You Do It                        | Holland-Dozier-Holland                                      | Daltrey                                   | Who's Next                 | 1971 |
| Bald Headed Woman                           | Shel Talmy                                                  | Daltrey                                   | Single                     | 1966 |
| Barbara Ann                                 | Fred Fassert                                                | Daltrey, Entwistle, Keith Moon, Townshend | A Quick One                | 1966 |
| Bargain                                     | Townshend                                                   | Daltrey, Townshend                        | Who's Next                 | 1971 |
| Batman                                      | Neal Hefti                                                  | Daltrey, Entwistle, Moon, Townshend       | A Quick One                | 1966 |
| Be Lucky                                    | Townshend                                                   | Daltrey                                   | Single                     | 2014 |
| Behind Blue Eyes                            | Townshend                                                   | Daltrey                                   | Who's Next                 | 1971 |
| Bell Boy                                    | Townshend                                                   | Daltrey, Moon                             | Quadrophenia               | 1973 |
| Black Widow's Eyes                          | Townshend                                                   | Daltrey                                   | Endless Wire               | 2006 |
| Blue, Red and Grey                          | Townshend                                                   | Townshend                                 | The Who by Numbers         | 1975 |
| Boris the Spider                            | Entwistle                                                   | Entwistle                                 | A Quick One                | 1966 |
| Bucket T                                    | Dean Torrence, Roger Christian, Donald J. Altfeld           | Moon                                      | A Quick One                | 1966 |
| Cache Cache                                 | Townshend                                                   | Daltrey                                   | Face Dances                | 1981 |
| Call Me Lightning                           | Townshend                                                   | Daltrey                                   | Magic Bus: The Who On Tour | 1968 |
| Christmas                                   | Townshend                                                   | Daltrey, Townshend                        | Tommy                      | 1969 |
| Cobwebs and Strange                         | Moon                                                        | Instrumental, gritos por Moon             | A Quick One                | 1966 |
| Cooks County                                | Townshend                                                   | Daltrey, Townshend                        | It's Hard                  | 1982 |
| Cousin Kevin                                | Entwistle                                                   | Entwistle, Townshend                      | Tommy                      | 1969 |
| Cousin Kevin Model Child                    | Townshend (creditado como Entwistle)                        | Moon, Entwistle, Townshend                | Odds and Sods              | 1969 |
| Cry If You Want                             | Townshend                                                   | Daltrey                                   | It's Hard                  | 1982 |
| Cut My Hair                                 | Townshend                                                   | Townshend, Daltrey                        | Quadrophenia               | 1973 |
| Daddy Rolling Stone                         | Townshend                                                   | Daltrey                                   | Single                     | 1968 |
| Daily Records                               | Townshend                                                   | Daltrey                                   | Face Dances                | 1981 |
| Dancing in the Street                       | Marvin Gaye, William Stevenson, Ivy Jo Hunter               | Daltrey, Entwistle                        | BBC Sessions               | 1965 |
| Dangerous                                   | Entwistle                                                   | Daltrey                                   | It's Hard                  | 1982 |
| Did You Steal My Money                      | Townshend                                                   | Daltrey                                   | Face Dances                | 1981 |
| Dogs                                        | Townshend                                                   | Daltrey                                   | Single                     | 1968 |
| Dogs (Part Two)                             | Moon                                                        | Instrumental                              | Single                     | 1969 |
| Don't Look Away                             | Townshend                                                   | Daltrey                                   | A Quick One                | 1966 |
| The Dirty Jobs                              | Townshend                                                   | Daltrey                                   | Quadrophenia               | 1973 |
| Disguises                                   | Townshend                                                   | Daltrey                                   | A Quick One                | 1966 |
| Do You Think It's Alright                   | Townshend                                                   | Daltrey, Townshend, Entwistle             | Tommy                      | 1969 |
| Doctor, Doctor                              | Entwistle                                                   | Entwistle                                 | A Quick One                | 1966 |
| Doctor Jimmy                                | Townshend                                                   | Daltrey                                   | Quadrophenia               | 1973 |
| Don't Let Go the Coat                       | Townshend                                                   | Daltrey                                   | Face Dance                 | 1981 |
| Dr. Jekyll & Mr. Hyde                       | Entwistle                                                   | Entwistle                                 | Magic Bus: The Who On Tour | 1968 |
| Dreaming from the Waist                     | Townshend                                                   | Daltrey                                   | The Who By Numbers         | 1975 |
| Drowned                                     | Townshend                                                   | Daltrey                                   | Quadrophenia               | 1973 |
| Early Morning Cold Taxi                     | Daltrey, Dave Langsten                                      | Daltrey                                   | The Who Sell Out           | 1967 |
| Eminence Frost                              | Townshend                                                   | Townshend                                 | It's Hard                  | 1982 |
| Empty Glass                                 | Townshend                                                   | Townshend                                 | Who Are You                | 1978 |
| Endless Wire                                | Townshend                                                   | Townshend                                 | Wire & Glass               | 2006 |
| Eyesight to the Blind (The Hawker)          | Sonny Boy Williamson II                                     | Daltrey                                   | Tommy                      | 1969 |
| Faith in Something Bigger                   | Townshend                                                   | Daltrey                                   | Odds & Sods                | 1968 |
| Fiddle About                                | Entwistle                                                   | Entwistle                                 | Tommy                      | 1969 |
| Fortune Teller                              | Allen Toussaint                                             | Daltrey, Entwistle                        | 30 Years of Maximum R&B    | 1968 |
| Fragments                                   | Townshend, Lawrence Ball                                    | Daltrey                                   | Endless Wire               | 2006 |
| Fragments of Fragments                      | Townshend, Lawrence Ball                                    | Townshend                                 | Endless Wire               | 2006 |
| Getting in Tune                             | Townshend                                                   | Daltrey, Townshend, Entwistle             | Who's Next                 | 1971 |
| Girl's Eyes                                 | Moon                                                        | Moon                                      | The Who Sell Out           | 1967 |
| Glittering Girl                             | Townshend                                                   | Townshend                                 | The Who Sell Out           | 1967 |
| Glow Girl                                   | Townshend                                                   | Daltrey, Townshend                        | Odds & Sods                | 1967 |
| Go to the Mirror!                           | Daltrey, Townshend                                          | Daltrey, Townshend                        | Tommy                      | 1969 |
| God Speaks of Marty Robbins                 | Townshend                                                   | Townshend                                 | Endless Wire               | 2006 |
| Going Mobile                                | Townshend                                                   | Townshend                                 | Who's Next                 | 1971 |
| Good Lovin'                                 | Rudy Clark, Arthur Resnick                                  | Daltrey                                   | BBC Sessions               | 1965 |
| The Good's Gone                             | Townshend                                                   | Daltrey                                   | My Generation              | 1965 |
| Guitar and Pen                              | Townshend                                                   | Daltrey                                   | Who Are You                | 1978 |
| Had Enough                                  | Entwistle                                                   | Daltrey, Entwislte                        | Who Are You                | 1978 |
| Happy Jack                                  | Townshend                                                   | Entwistle, Daltrey, Townshend             | Single                     | 1966 |
| Heat Wave                                   | Holland-Dozier-Hollland                                     | Daltrey                                   | A Quick One                | 1966 |
| Heaven and Hell                             | Entwistle                                                   | Entwistle                                 | Single                     | 1970 |
| Heinz Baked Beans                           | Entwistle                                                   | Entwistle                                 | The Who Sell Out           | 1967 |
| Helpless Dancer                             | Townshend                                                   | Daltrey                                   | Quadrophenia               | 1973 |
| Here For More                               | Daltrey                                                     | Daltrey                                   | Who's Missing              | 1969 |
| How Can I Do It Alone                       | Townshend                                                   | Daltrey                                   | Face Dances                | 1981 |
| How Many Friends                            | Townshend                                                   | Daltrey                                   | The Who by Numbers         | 1975 |
| However Much I Booze                        | Townshend                                                   | Townshend                                 | The Who by Numbers         | 1975 |
| I Am the Sea                                | Townshend                                                   | Instrumental                              | Quadrophenia               | 1973 |
| I Can See For Miles                         | Townshend                                                   | Daltrey                                   | The Who Sell Out           | 1967 |
| I Can't Explain                             | Townshend                                                   | Daltrey                                   | Meaty Beaty Big and Bouncy | 1964 |
| I Can't Reach You                           | Townshend                                                   | Townshend                                 | The Who Sell Out           | 1967 |
| I Don't Even Know Myself                    | Townshend                                                   | Daltrey, Entwistle                        | Single                     | 1971 |
| I Don't Mind                                | James Brown                                                 | Daltrey                                   | My Generation              | 1965 |
| I Like Nightmares                           | Townshend                                                   | Townshend                                 | Face Dances                | 1981 |
| I Need You                                  | Moon                                                        | Moon                                      | A Quick One                | 1966 |
| I'm a Boy                                   | Townshend                                                   | Daltrey, Townshend                        | Single                     | 1966 |
| I'm a Man                                   | Bo Diddley                                                  | Daltrey                                   | My Generation              | 1965 |
| I'm Free                                    | Townshend                                                   | Daltrey, Townshend                        | Tommy                      | 1969 |
| I'm One                                     | Townshend                                                   | Townshend                                 | Quadrophenia               | 1973 |
| I'm the Face                                | Peter Meaden                                                | Daltrey                                   | Odds & Sods                | 1964 |
| Imagine a Man                               | Townshend                                                   | Daltrey                                   | The Who by Numbers         | 1975 |
| In a Hand or a Face                         | Townshend                                                   | Daltrey                                   | The Who by Numbers         | 1975 |
| In the City                                 | Entwistle, Moon                                             | Entwistle, Moon                           | A Quick One                | 1966 |
| In the Ether                                | Townshend                                                   | Townshend                                 | Endless Wire               | 2006 |
| In the Hall of the Mountain King            | Edvard Grieg                                                | Instrumental                              | The Who Sell Out           | 1967 |
| Instant Party (Circles)                     | Townshend                                                   | Daltrey                                   | My Generation              | 1965 |
| Is it in My Head?                           | Townshend                                                   | Daltrey, Entwistle                        | Quadrophenia               | 1973 |
| It's a Boy                                  | Townshend                                                   | Townshend                                 | Tommy                      | 1969 |
| It's Hard                                   | Townshend                                                   | Daltrey                                   | It's Hard                  | 1982 |
| It's In You                                 | Townshend                                                   | Daltrey                                   | Face Dances                | 1981 |
| It's Not Enough                             | Townshend, Rachel Fuller                                    | Daltrey                                   | Endless Wire               | 2006 |
| It's Not True                               | Townshend                                                   | Daltrey                                   | My Generation              | 1965 |
| It's Your Turn                              | Entwistle                                                   | Daltrey                                   | It's Hard                  | 1982 |
| I've Been Away                              | Entwistle                                                   | Entwistle                                 | A Quick One                | 1966 |
| I've Had Enough                             | Townshend                                                   | Daltrey, Townshend                        | Quadrophenia               | 1973 |
| I've Known No War                           | Townshend                                                   | Daltrey                                   | It's Hard                  | 1982 |
| Jaguar                                      | Townshend                                                   | Townshend                                 | The Who Sell Out           | 1967 |
| Join Together                               | Townshend                                                   | Daltrey                                   | Single                     | 1972 |
| The Kids Are Alright                        | Townshend                                                   | Daltrey                                   | My Generation              | 1965 |
| La-La-La Lies                               | Townshend                                                   | Daltrey                                   | My Generation              | 1965 |
| The Last Time                               | Mick Jagger, Keith Richards                                 | Daltrey, Townshend                        | Single                     | 1967 |
| Leaving Here                                | Holland-Dozier-Holland                                      | Daltrey                                   | My Generation              | 1965 |
| Little Billy                                | Townshend                                                   | Daltrey, Townshend                        | Odds & Sods                | 1968 |
| Love Ain't for Keeping                      | Townshend                                                   | Daltrey                                   | Who's Next                 | 1971 |
| Long Live Rock                              | Townshend                                                   | Townshend, Daltrey                        | Odds & Sods                | 1972 |
| Love is Coming Down                         | Townshend                                                   | Daltrey                                   | Who Are You                | 1978 |
| Love, Reign O'er Me                         | Townshend                                                   | Daltrey                                   | Quadrophenia               | 1973 |
| Lubie (Come Back Home)                      | Paul Revere, Mark Lindsay                                   | Daltrey                                   | Who's Missing              | 1965 |
| Magic Bus                                   | Townshend                                                   | Daltrey                                   | Magic Bus: The Who on Tour | 1968 |
| Man with Money                              | Don Everly, Phil Everly                                     | Daltrey, Entwistle, Townshend             | Who's Missing              | 1965 |
| Mary Anne with the Shaky Hand               | Townshend                                                   | Daltrey, Townshend                        | The Who Sell Out           | 1967 |
| Medac                                       | Entwistle                                                   | Entwistle                                 | The Who Sell Out           | 1967 |
| Melancholia                                 | Townshend                                                   | Daltrey                                   | The Who Sell Out           | 1967 |
| Mike Post Theme                             | Townshend                                                   | Daltrey                                   | Endless Wire               | 2006 |
| Miracle Cure                                | Townshend                                                   | Townshend                                 | Tommy                      | 1969 |
| Mirror Door                                 | Townshend                                                   | Daltrey                                   | Wire & Glass               | 2006 |
| Motoring                                    | Townshend                                                   | Daltrey                                   | Single                     | 1966 |
| Much Too Much                               | Townshend                                                   | Daltrey                                   | My Generation              | 1965 |
| Music Must Change                           | Townshend                                                   | Daltrey                                   | Who Are You                | 1978 |
| My Generation                               | Townshend                                                   | Daltrey                                   | My Generation              | 1965 |
| My Wife                                     | Entwistle                                                   | Entwistle                                 | Who's Next                 | 1971 |
| New Song                                    | Townshend                                                   | Daltrey                                   | Who Are You                | 1978 |
| No Road Romance                             | Townshend                                                   | Townshend                                 | Who Are You                | 1978 |
| Now I'm a Farmer                            | Townshend                                                   | Daltrey, Townshend                        | Odds & Sods                | 1973 |
| Odorono                                     | Townshend                                                   | Townshend                                 | The Who Sell Out           | 1967 |
| Old Red Wine                                | Townshend                                                   | Daltrey                                   | Then and Now               | 2004 |
| One at a Time                               | Entwistle                                                   | Entwistle                                 | It's Hard                  | 1982 |
| One Life's Enough                           | Townshend                                                   | Daltrey                                   | It's Hard                  | 1982 |
| Our Love Was                                | Townshend                                                   | Townshend                                 | The Who Sell Out           | 1967 |
| Out in the Street                           | Townshend                                                   | Daltrey                                   | My Generation              | 1965 |
| Overture                                    | Townshend                                                   | Townshend                                 | Tommy                      | 1969 |
| The Ox                                      | Moon, Entwistle, Townshend, Nicky Hopins                    | Instrumental                              | My Generation              | 1965 |
| Pick Up the Peace                           | Townshend                                                   | Daltrey                                   | Wire & Glass               | 2006 |
| Pictures of Lily                            | Townshend                                                   | Daltrey                                   | Magic Bus: The Who On Tour | 1968 |
| Pinball Wizard                              | Townshend                                                   | Daltrey, Townshend                        | Tommy                      | 1969 |
| Please, Please, Please                      | James Brown, Johnny Terry                                   | Daltrey                                   | My Generation              | 1965 |
| Postcard                                    | Entwistle                                                   | Entwistle                                 | Odds & Sods                | 1973 |
| The Punk and the Godfather                  | Townshend                                                   | Daltrey, Townshend                        | Quadrophenia               | 1973 |
| Pure and Easy                               | Townshend                                                   | Daltrey, Townshend                        | Who's Next                 | 1971 |
| Put the Money Down                          | Townshend                                                   | Daltrey                                   | Odds & Sods                | 1972 |
| Quadrophenia                                | Townshend                                                   | Instrumental                              | Quadrophenia               | 1973 |
| The Quiet One                               | Entwistle                                                   | Entwistle                                 | Face Dances                | 1981 |
| Rael 1                                      | Townshend                                                   | Daltrey                                   | The Who Sell Out           | 1967 |
| Rael 2                                      | Townshend                                                   | Townshend                                 | The Who Sell Out           | 1967 |
| Real Good Looking Boy                       | Townshend, Luigi Creatore, Hugo Peretti, George David Weiss | Daltrey                                   | Then and Now               | 2004 |
| The Real Me                                 | Townshend                                                   | Daltrey                                   | Quadrophenia               | 1973 |
| Relax                                       | Townshend                                                   | Townshend, Daltrey                        | The Who Sell Out           | 1967 |
| Relay                                       | Townshend                                                   | Daltrey                                   | Hooligans                  | 1972 |
| The Rock                                    | Townshend                                                   | Instrumental                              | Quadrophenia               | 1973 |
| Run, Run, Run                               | Townshend                                                   | Daltrey                                   | A Quick One                | 1966 |
| Sally Simpson                               | Townshend                                                   | Daltrey, Entwistle, Townshend             | Tommy                      | 1969 |
| Sea and Sand                                | Townshend                                                   | Daltrey                                   | Quadrophenia               | 1973 |
| See Me, Feel Me                             | Townshend                                                   | Daltrey                                   | Tommy                      | 1969 |
| See My Way                                  | Daltrey                                                     | Daltrey                                   | A Quick One                | 1966 |
| The Seeker                                  | Townshend                                                   | Daltrey                                   | Single                     | 1970 |
| Sensation                                   | Townshend                                                   | Townshend                                 | Tommy                      | 1969 |
| Shout and Shimmy                            | James Brown                                                 | Daltrey                                   | Who's Missing              | 1965 |
| Silas Stingy                                | Entwistle                                                   | Entwistle                                 | The Who Sell Out           | 1967 |
| Sister Disco                                | Townshend                                                   | Daltrey, Townshend                        | Who Are You                | 1978 |
| Slip Kid                                    | Townshend                                                   | Daltrey, Townshend                        | The Who by Numbers         | 1975 |
| Smash the Mirror                            | Townshend                                                   | Daltrey, Entwistle, Townshend             | Tommy                      | 1969 |
| Sodding About                               | Entwistle, Moon, Townshend                                  | Instrumental                              | The Who Sell Out           | 1967 |
| Somebody Saved Me                           | Townshend                                                   | Daltrey                                   | Face Dances                | 1981 |
| Someone's Coming                            | Entwistle                                                   | Daltrey                                   | The Who Sell Out           | 1967 |
| The Song Is Over                            | Townshend                                                   | Townshend, Daltrey                        | Who's Next                 | 1971 |
| Sound Round                                 | Townshend                                                   | Daltrey                                   | Wire & Glass               | 2006 |
| So Sad About Us                             | Townshend                                                   | Daltrey                                   | A Quick One                | 1966 |
| Sparks                                      | Townshend                                                   | Instrumental                              | Tommy                      | 1969 |
| Squeeze Box                                 | Townshend                                                   | Daltrey                                   | The Who by Numbers         | 1975 |
| Substitute                                  | Townshend                                                   | Daltrey                                   | Single                     | 1966 |
| Success Story                               | Entwistle                                                   | Entwistle, Daltrey                        | The Who by Numbers         | 1975 |
| Summertime Blues                            | Eddie Cochran, Jerry Capehart                               | Entwistle, Daltrey                        | Live at Leeds              | 1970 |
| Sunrise                                     | Townshend                                                   | Townshend                                 | The Who Sell Out           | 1967 |
| Tattoo                                      | Townshend                                                   | Daltrey, Townshend                        | The Who Sell Out           | 1967 |
| There's a Doctor                            | Townshend                                                   | Townshend                                 | Tommy                      | 1969 |
| They Are All In Love                        | Townshend                                                   | Daltrey                                   | The Who by Numbers         | 1975 |
| They Made My Dream Come True                | Townshend                                                   | Townshend                                 | Wire & Glass               | 2006 |
| Tea and Theatre                             | Townshend                                                   | Daltrey                                   | Endless Wire               | 2006 |
| Tommy Can You Hear Me?                      | Townshend                                                   | Daltrey, Townshend, Entwistle             | Tommy                      | 1969 |
| Tommy's Holiday Camp                        | Townshend (creditado como Moon)                             | Townshend                                 | Tommy                      | 1969 |
| Too Much of Anything                        | Townshend                                                   | Daltrey                                   | Who's Next                 | 1971 |
| Trilby's Piano                              | Townshend                                                   | Townshend                                 | Endless Wire               | 2006 |
| Trick of the Light                          | Entwistle                                                   | Daltrey                                   | Who Are You                | 1978 |
| Two Thousand Years                          | Townshend                                                   | Daltrey                                   | Endless Wire               | 2006 |
| Under My Thumb                              | Mick Jagger, Keith Richards                                 | Daltrey, Townshend                        | Single                     | 1967 |
| Underture                                   | Townshend                                                   | Instrumental                              | Tommy                      | 1969 |
| Unholy Trinity                              | Townshend                                                   | Daltrey                                   | Endless Wire               | 2006 |
| Waspman                                     | Moon                                                        | Moon                                      | Single                     | 1972 |
| Water                                       | Townshend                                                   | Daltrey                                   | Live at Leeds              | 1970 |
| We Close Tonight                            | Townshend                                                   | Entwistle, Moon                           | Odds & Sods                | 1973 |
| We Got a Hit                                | Townshend                                                   | Daltrey                                   | Wire & Glass               | 2006 |
| Welcome                                     | Townshend                                                   | Daltrey                                   | Tommy                      | 1969 |
| We're Not Gonna Take It                     | Townshend                                                   | Daltrey, Townshend                        | Tommy                      | 1969 |
| When I Was a Boy                            | Entwistle                                                   | Entwistle                                 | Single                     | 1971 |
| Whiskey Man                                 | Entwistle                                                   | Entwistle                                 | A Quick One                | 1966 |
| Who Are You                                 | Townshend                                                   | Daltrey                                   | Who Are You                | 1978 |
| Why Did I Fall for That                     | Townshend                                                   | Daltrey                                   | It's Hard                  | 1982 |
| Wire & Glass                                | Townshend                                                   | Daltrey                                   | Wire & Glass               | 2006 |
| Won't Get Fooled Again                      | Townshend                                                   | Daltrey                                   | Who's Next                 | 1971 |
| You                                         | Entwistle                                                   | Daltrey                                   | Face Dances                | 1981 |
| You Better You Bet                          | Townshend                                                   | Daltrey, Entwistle, Townshend             | Face Dances                | 1981 |
| You Stand by Me                             | Townshend                                                   | Townshend                                 | Endless Wire               | 2006 |
| Young Man Blues                             | Mose Allison                                                | Daltrey                                   | Odds & Sods                | 1968 |
| Zoot Suit                                   | Peter Meaden                                                | Daltrey                                   | Singles                    | 1964 |